# Pulicaria
Vlooienkruid (Pulicaria) is een geslacht uit de composietenfamilie (Asteraceae). De soorten komen voor in de Oude Wereld.

## Soorten
- Pulicaria adenophora Franch.
- Pulicaria albida E.Gamal-Eldin
- Pulicaria alveolosa Batt. & Trab.
- Pulicaria angustifolia DC.
- Pulicaria arabica Cass.
- Pulicaria argyrophylla Franch.
- Pulicaria armena Boiss. & Kotschy
- Pulicaria aromatica (Balf.f.) S.King-Jones & N.Kilian
- Pulicaria attentuata Hutch. & B.L.Burtt
- Pulicaria aualites Chiov.
- Pulicaria aucheri Jaub. & Spach
- Pulicaria auranitica Mouterde
- Pulicaria aylmeri Baker
- Pulicaria baluchistanica Qaiser & Abid
- Pulicaria boissieri Hook.f.
- Pulicaria burchardii Hutch.
- Pulicaria canariensis Bolle
- Pulicaria carnosa (Boiss.) Burkill
- Pulicaria chrysantha (Diels) Y.Ling
- Pulicaria clausonis Pomel
- Pulicaria collenettei (Wagenitz & E.Gamal-Eldin) N.Kilian
- Pulicaria confusa E.Gamal-Eldin
- Pulicaria cylindrica (Baker) O.Schwartz
- Pulicaria diffusa (Shuttlew.) Pett.
- Pulicaria dioscorides R.Atk.
- Pulicaria discoidea (Chiov.) N.Kilian
- Pulicaria diversifolia Balf.f.
- Pulicaria dumulosa E.Gamal-Eldin
- Pulicaria dysenterica (L.) Bernh. - Heelblaadjes
- Pulicaria edmondsonii E.Gamal-Eldin
- Pulicaria elegans E.Gamal-Eldin
- Pulicaria filaginoides Pomel
- Pulicaria foliolosa DC.
- Pulicaria gabrielii N.Kilian
- Pulicaria gamal-eldiniae N.Kilian & P.Hein
- Pulicaria glandulosa Caball.
- Pulicaria glaucescens Jaub. & Spach
- Pulicaria glutinosa Jaub. & Spach
- Pulicaria gnaphalodes (Vent.) Boiss.
- Pulicaria grandidentata Jaub. & Spach
- Pulicaria grantii Oliv. & Hiern ex Oliv.
- Pulicaria guestii Rech.f. & Rawi
- Pulicaria hadramautica E.Gamal-Eldin & Boulos
- Pulicaria hildebrandtii Vatke
- Pulicaria incisa DC.
- Pulicaria insignis J.R.Drumm. ex Dunn
- Pulicaria inuloides DC.
- Pulicaria jaubertii E.Gamal-Eldin
- Pulicaria kurtziana Vatke
- Pulicaria laciniata Thell.
- Pulicaria lanata E.Gamal-Eldin
- Pulicaria lanceifolia O.Schwartz
- Pulicaria laniceps Bornm.
- Pulicaria lhotei Maire
- Pulicaria mauritanica Coss.
- Pulicaria microcephala
- Pulicaria migiurtinorum Chiov.
- Pulicaria monocephala Franch.
- Pulicaria mucronifolia (Boiss.) Anderb.
- Pulicaria nivea O.Schwartz
- Pulicaria nobilis E.Gamal-Eldin
- Pulicaria odora Rchb.
- Pulicaria omanensis E.Gamal-Eldin
- Pulicaria paludosa Link
- Pulicaria petiolaris Jaub. & Spach
- Pulicaria pulvinata E.Gamal-Eldin
- Pulicaria rajputanae Blatt. & Hollb
- Pulicaria rauhii E.Gamal-Eldin
- Pulicaria renschiana Vatke
- Pulicaria salviifolia Bunge
- Pulicaria samhanensis N.Kilian & P.Hein
- Pulicaria scabra Druce
- Pulicaria schimperi DC.
- Pulicaria sericea E.Gamal-Eldin
- Pulicaria sicula (L.) Moris
- Pulicaria somalensis O.Hoffm.
- Pulicaria steinbergii E.Gamal-Eldin
- Pulicaria stephanocarpa Balf.f.
- Pulicaria stocksii Hook.f.
- Pulicaria undulata (L.) C.A.Mey.
- Pulicaria uniseriata N.Kilian
- Pulicaria velutina (Boiss. & Hausskn.) Anderb.
- Pulicaria vieraeoides Balf.f.
- Pulicaria villosa (Boiss.) Anderb.
- Pulicaria volkonskyana Maire
- Pulicaria vulgaris Gaertn. - Klein vlooienkruid
- Pulicaria wightiana C.B.Clarke